# Entoria longiopercula
Entoria longiopercula är en insektsart som beskrevs av Tokuichi Shiraki 1935. Entoria longiopercula ingår i släktet Entoria och familjen Phasmatidae. Inga underarter finns listade i Catalogue of Life.